# الكسندر ليندسي
الكسندر ليندسي (بالإنجليزية: Alexander Lindsay)‏ هو مجدف بريطاني، ولد في 18 ديسمبر 1936 في لندن في المملكة المتحدة.

## وصلات خارجية
- الكسندر ليندسي على موقع الاتحاد الدولي للتجديف (الإنجليزية)
- الكسندر ليندسي على موقع أوليمبيديا (الإنجليزية)